# هنگویه
هُنگویه شهری از توابع بخش جناح شهرستان بستک در غرب استان هرمزگان در جنوب ایران واقع شده است.
هنگویه در ۶۰ کیلومتری جنوب غربی شهر بستک واقع است.

## محدوده هُنگویه
محدوده آن از شمال محدودبه کوه مقسم واقع بین شهر کوهیج وشهرهنگویه، از جنوب رودخانه مهران، از مغرب به روستای عالی احمدان
از مشرق به روستای گِزَه منتهی می‌شود.

## مردم
هنگویه سومین شهر پرجمعیت شهرستان بستک می‌باشد. مردم هنگویه به زبان فارسی و گویش محلی تکلم می‌کنند؛ که از اهل سنت و از پیروان امام محمد ادریس شافعی هستند.

### جمعیت
بر پایه سرشماری عمومی نفوس و مسکن در سال ۱۳۹۵ جمعیت این مکان ۴٬۲۹۵ نفر (۱٬۱۴۰خانوار) بوده است.

## امکانات
دارای لوله‌کشی آب، برق، تلفن، مرکز تقویت امواج تلفن همراه، دبستان، مدرسه راهنمائی، مدرسه استثنایی دبیرستان درمانگاه و خانه بهداشت است.
ورزشگاه چمن مصنوعی
سالن ورزشی فوتسال
نه باب مسجد، ۷۵ باب آب‌انبار برکه، ۴۰۰۰ اصله نخل دیم، و زمین دیم ۵۰۰۰ من (۲۰۰۰ کیلوگرم) ۳ دستگاه پمپ آب دارد.

## فهرست منابع و مآخذ
- محمدیان، کوخردی، محمد،  «شهرستان بستک و بخش کوخرد» ، ج۱. چاپ اول، دبی: سال انتشار ۲۰۰۵ میلادی.
- عباسی، قلی، مصطفی،  «بستک وجهانگیریه» ، چاپ اول، تهران: ناشر: شرکت انتشارات جهان معاصر، سال ۱۳۷۲ خورشیدی.
- سلامی، بستکی، احمد.  (بستک در گذرگاه تاریخ)  ج۲ چاپ اول، ۱۳۷۲ خورشیدی.
- نگاره‌ها از: احمد سلمان گوده‌ای و محمد محمدیان کوخِردی.
- بالود، محمد.  (فرهنگ عامه در منطقه بستک)  ناشر همسایه، چاپ زیتون، انتشار سال ۱۳۸۴ خورشیدی.
- مهندس: موحد، جمیل. (بستک و خلیج فارس) چاپ اول، تهران: سال انتشار ۱۳۴۳ خورشیدی.
- بالود، محمد.  (فرهنگ عامه در منطقه بستک)  ناشر همسایه، چاپ زیتون، انتشار سال ۱۳۸۴ خورشیدی.
- الکوخردی، محمد، بن یوسف، (کُوخِرد حَاضِرَة اِسلامِیةَ عَلی ضِفافِ نَهر مِهران Kookherd, an Islamic District on the bank of Mehran River) الطبعة الثالثة، دبی: سنة ۱۹۹۷ للمیلاد.
- بختیاری، سعید،  «اتواطلس ایران» ، “ مؤسسه جغرافیایی وکارتگرافی گیتاشناسی، بهار ۱۳۸۴ خورشیدی.
- چمن پیرا، ناصر پاییز ۱۳۷۴ خورشیدی.
- محمد، صدیق «تارخ فارس» صفحه‌های (۵۰ ـ ۵۱ ـ ۵۲ ـ ۵۳)، چاپ سال ۱۹۹۳ میلادی.
- اطلس گیتاشناسی استان‌های ایران [Atlas Gitashenasi Ostanhai Iran] (Gitashenasi Province Atlas of Iran)